# Karolis Podolskis

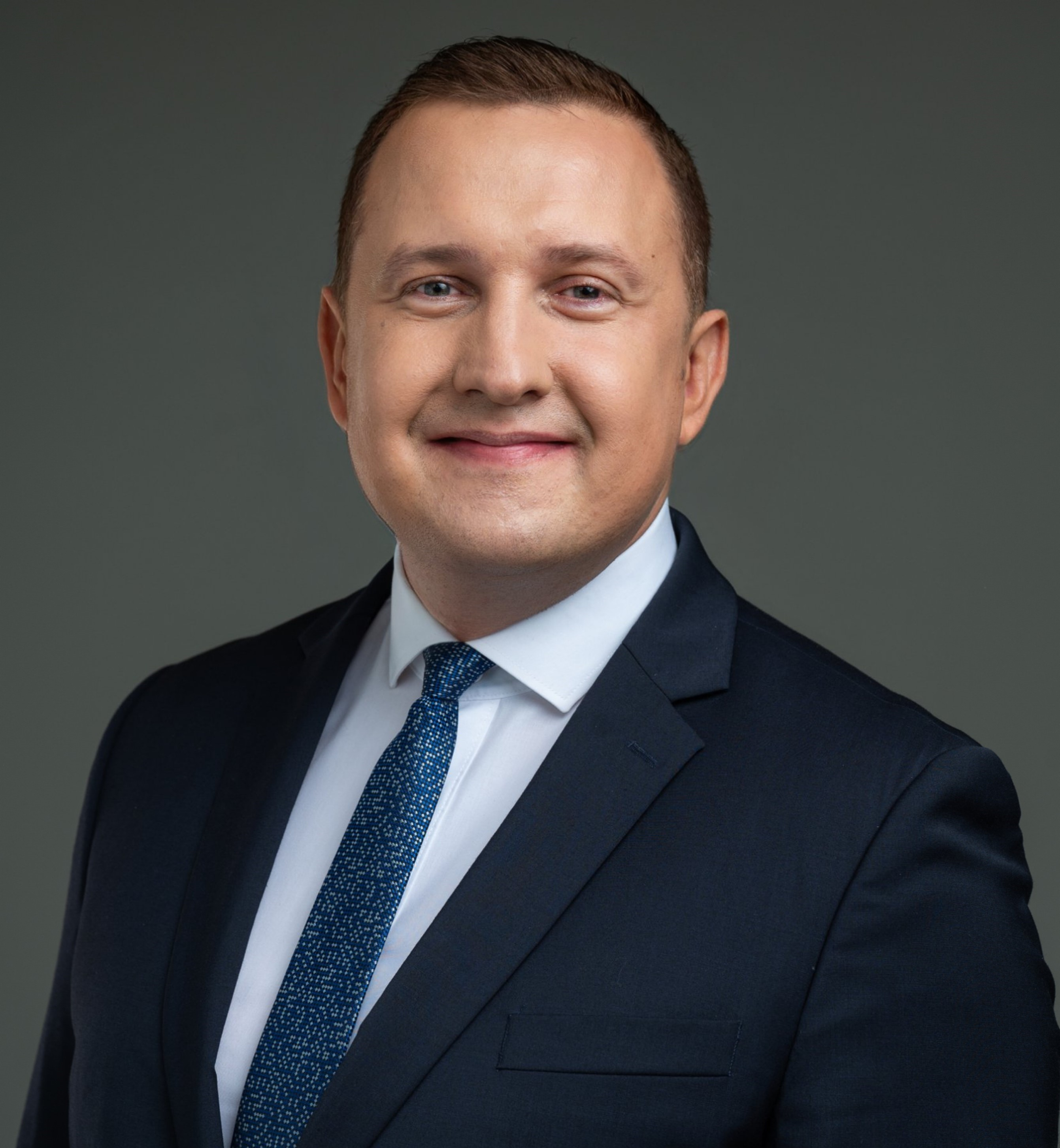
Karolis Podolskis, 2024

Karolis Podolskis (* 13. Juni 1985 in der Rajongemeinde Vilkaviškis) ist ein litauischer linker Politiker, seit November 2024 Mitglied des Seimas.

## Leben
Nach dem Abitur am Gymnasium absolvierte er 2008 das Berufsbachelorstudium der Sozialarbeit am Kolleg Marijampolė, von 2008 bis 2010 das Bachelorstudium an der Universität Klaipėda in der litauischen Hafenstadt Klaipėda und 2013 das Masterstudium Öffentliche Politik an der Mykolo Romerio universitetas in der litauischen Hauptstadt Vilnius.
Von 2011 bis 2016 war er Gehilfe des Seimas-Mitglieds in der Seimas-Kanzlei. Von 2017 bis 2024 leitete er als Direktor die Verwaltung der Gemeinde Marijampolė.
Von 2011 bis 2016 war er Ratsmitglied von Marijampolė. In der Parlamentswahl in Litauen 2024 wurde er in den 14. Seimas gewählt.
Seit 2006 ist er Mitglied von LSDP. Von 2006 bis 2007 leitete er die Sektion von Lietuvos socialdemokratinio jaunimo sąjunga in Marijampolė. Von 2006 bis 2008 war er Mitglied der Studentenvertretung am Kolleg Marijampolė.
Er ist verheiratet.